# Montpellier Volley Université Club 2011-2012 (maschile)
Questa voce raccoglie le informazioni riguardanti il Montpellier Volley Université Club nelle competizioni ufficiali della stagione 2011-2012.

## Organigramma societario
Area direttiva
- Presidente: Jean-Charles Caylar

Area tecnica
- Allenatore: Arnaud Josserand
- Allenatore in seconda: Romain Guy

## Rosa
| N° | Nome               | Ruolo | Data di nascita  | Nazionalità sportiva |
| -- | ------------------ | ----- | ---------------- | -------------------- |
| 1  | Clément Daniel     | L     | 24 maggio 1991   | Francia              |
| 2  | Franck Lafitte     | C     | 8 marzo 1989     | Francia              |
| 3  | Vincent Duhagon    | S     | 30 gennaio 1981  | Francia              |
| 6  | Guillaume Quesque  | S     | 29 aprile 1989   | Francia              |
| 7  | Nicolas Le Goff    | C     | 15 febbraio 1992 | Francia              |
| 8  | Julien Lyneel      | S     | 15 aprile 1990   | Francia              |
| 9  | Jordan Corteggiani | O     | 7 maggio 1991    | Francia              |
| 10 | Philip Schneider   | C     | 23 dicembre 1981 | Austria              |
| 11 | Loïc Le Marrec     | P     | 1º marzo 1977    | Francia              |
| 12 | Marcel Gromadowski | O     | 19 dicembre 1985 | Polonia              |
| 15 | Grégori Brachard   | C     | 17 maggio 1980   | Francia              |
| 16 | Pierrick Lyneel    | P     | 24 ottobre 1985  | Francia              |
| 18 | Filip Rejlek       | S/O   | 10 maggio 1981   | Rep. Ceca            |